# Dusona impressifrons
Dusona impressifrons là một loài tò vò trong họ Ichneumonidae.